# یواس‌اس گری
یواس‌اس گری ممکن است به یکی از موارد زیر اشاره داشته باشد:
- یواس‌اس گری (اف‌اف-۱۰۵۴)
- یواس‌اس گری (اف‌اف‌جی-۵۱)